# You Can't Run Forever
You Can't Run Forever es una película de suspenso estadounidense de 2024 escrita por Carolyn Carpenter y Michelle Schumacher, dirigida por Schumacher y protagonizada por J. K. Simmons.
La película se estrenó en Estados Unidos el 17 de mayo de 2024.

## Reparto
- J. K. Simmons como Wade
- Allen Leech como Eddie
- Fernanda Urrejola como Jenny
- Isabelle Anaya como Miranda
- Olivia Simmons como Emily
- Max Garfin como Ben
- Nathan Vincenti como Davis

## Producción
En septiembre de 2021, se anunció que Simmons, Leech, Urrejola y Anaya habían sido elegidos para la película. También se informó ese mismo mes que el rodaje se había producido en Missoula, Montana.
En enero de 2023 finalizó el rodaje.
Simmons confirmó en una entrevista con MovieWeb que la realización de la película fue una colaboración familiar ya que su esposa coescribió y dirigió la película, su cuñado la produjo, su hijo compuso la música de la película y su hija hace una aparición en la película.

## Estreno
You Can't Run Forever se estrenó en los Estados Unidos el 17 de mayo de 2024.